# Trieces mandiblaris
Trieces mandiblaris är en stekelart som beskrevs av Kusigemati 1971. Trieces mandiblaris ingår i släktet Trieces och familjen brokparasitsteklar. Inga underarter finns listade i Catalogue of Life.